# 约会规则
《约会规则》（英語：Rules of Engagement）是汤姆·赫兹所创造的美国情景喜剧，于2007年2月5日起在哥倫比亞廣播公司播出。